# مينغ داو
مينغ داو (بالصينية: 明道) هو ممثل ومغني وعارض أزياء تايواني ولد في يوم 26 فبراير 1980 في مدينة تايبيه عاصمة تايوان. بدأ التمثيل في سنة 1999.